# Ihor Iljuszyn
Ihor Iwanowicz Iljuszyn (ukr. Ігор Іванович Ільюшин, ur. 23 kwietnia 1961 w Dniepropetrowsku (ob. Dniepr)) – ukraiński historyk, doktor habilitowany nauk historycznych, profesor Kijowskiego Uniwersytetu Slawistycznego.

## Życiorys
W 1988 ukończył studia na Wydziale Historycznym Uniwersytetu Kijowskiego, w 1994 studia doktoranckie na Wydziale Historii Zachodnich i Południowych Słowian tamże. 1995 obronił pracę doktorską „Chłopskie formacje wojskowe w narodowo-wyzwoleńczej walce narodu polskiego z czasów II wojny światowej”.
W latach 1995–1998 pracował jako asystent Katedry Historii Słowian, od 1998 do 2003 jako docent. Specjalista w zakresie najnowszej historii Polski i stosunków polsko-ukraińskich. Prowadził na Kijowskim Uniwersytecie im. Tarasa Szewczenki przedmiot „Historia nowożytna zachodnich i południowych Słowian” oraz zajęcia specjalistyczne o nowej i najnowszej historii Polski i innych krajów Europy Środkowo-Wschodniej.
W 2003 roku obronił pracę doktorską na temat „Polskie podziemie wojskowo-polityczne w Zachodniej Ukrainie (1939–1945 r.)”.
Od 2004 kieruje Katedrą Stosunków Międzynarodowych Kijowskiego Uniwersytetu Slawistycznego, w latach 1997–2005 był członkiem grupy roboczej przy Ukraińskiej Komisji Rządowej ds. badania i oceny działalności Organizacji Ukraińskich Nacjonalistów i Ukraińskiej Powstańczej Armii, w latach 2002–2003 był członkiem roboczego zespołu ekspertów przy Radzie Bezpieczeństwa Narodowego i Obrony Ukrainy do spraw przeprowadzenia dodatkowych badań naukowych nad wydarzeniami na Wołyniu w latach 1943–1944.
W latach 2005–2006 prowadził wykłady z historii Europy Wschodniej na Uniwersytecie Jagiellońskim. W 2007 został laureatem nagrody Polskiego Towarzystwa Historycznego Pro historia Polonorum. Publikuje na Białorusi, w Austrii, Polsce, Rosji, Słowacji, USA, Francji, Czechach i na Ukrainie.
W 2018 laureat nagrody im. Iwana Wyhowskiego przyznawanej przez Studium Europy Wschodniej Uniwersytetu Warszawskiego pod patronatem Prezydenta RP.
Według programu międzynarodowej konferencji naukowej „II wojna światowa w stosunkach polsko-ukraińskich – stan badań, perspektywy badawcze”, zorganizowanej z okazji 75. rocznicy Zbrodni Wołyńskiej przez Instytut Pamięci Narodowej na Przystanku Historia przy ul. Marszałkowskiej 21/25 w Warszawie, 5 lipca miał prezentować artykuł na temat „Konflikt polsko-ukraiński w historiografii ukraińskiej”.

## Współczesne opinie
W czasie spotkania autorskiego 5 maja 2009 przy promocji polskiego wydania książki UPA i AK. Konflikt w Zachodniej Ukrainie Grzegorz Motyka i Edmund Bakuniak zarzucili książce szereg błędów merytorycznych: oskarżanie strony polskiej o rozpoczęcie rzezi; przedstawianiu ludobójstwa polskiej ludności Wołynia i Galicji Wschodniej jako konfliktu AK i UPA; tłumaczenie mniejszej liczby ofiar po stronie ukraińskiej różnicą potencjałów walczących stron, podczas gdy wynikała ona z różnych celów, jakie przyświecały obu stronom (UPA – eksterminacja ludności polskiej, AK – jej obrona). Iljuszyn przyznał, że taki był faktyczny powód różnicy.

## Wybrane prace
- Волинська трагедія 1943–1944 рр., Київ 2003, Wyd. НАН України, Інститут історії України; Київський славістичний університет. ISBN 966-02-2872-4.
- ОУН-УПА і українське питання в роки Другої світової війни (в світлі польських документів), Київ 2000, Wyd. НАН України, Інститут історії України ISBN 966-02-1875-3.
- Українська Повстанська Армія і Армія Крайова: Протистояння в Західній Україні (1939-1945 рр.), Київ 2009 Wyd. Видавничий дім „Києво-Могилянська Академія” ISBN 978-966-518-465-2.
- Важке українсько-польське історичне минуле в матеріалах слідства Польського інституту національної пам'яті w: Україна–Європа–Світ. – Вип. 4: Міжнародний збірник наукових праць. Серія: Історія, міжнародні відносини,red. Л. М. Алексієвець. – Тернопіль, wyd. Вид-во ТНПУ ім. В. Гнатюка
- Stosunki polsko-ukraińskie w okresie II wojny światowej oraz pierwszych latach powojennych w historiografii ukraińskiej po roku 1989, [w:] Historycy polscy i ukraińscy wobec problemów XX wieku, pod red. Piotra Kosiewskiego i Grzegorza Motyki, Kraków: „Universitas”, 2000, s. 179–188.
- Utworzenie i działalność czekistowskich grup operacyjnych NKWD w zachodnich obwodach Ukrainy w latach 1939–1940. (Na podstawie materiałów Państwowego Archiwum Służby Bezpieczeństwa Ukrainy), „Zeszyty Historyczne” 2001, z. 135, s. 49–74.
- UPA i AK. Konflikt w Zachodniej Ukrainie (1939-1945), Warszawa 2009.
- ZSRR wobec ukraińsko-polskiego konfliktu narodowościowego na Ukrainie Zachodniej w latach 1939–1947, tłumaczenie Maria Buczyło, Warszawa 2017, wyd. Instytut Pamięci Narodowej (seria „Monografie”, t. 124.), ISBN 978-83-8098-117-1.